# Tjakeljaure
Tjakeljaure är en sjö i Gällivare kommun i Lappland och ingår i Luleälvens huvudavrinningsområde. Sjön har en area på 0,866 kvadratkilometer och ligger 493 meter över havet. Tjakeljaure ligger i Sjaunja Natura 2000-område. Sjön avvattnas av vattendraget Tjakeljåkkå.

## Delavrinningsområde
Tjakeljaure ingår i det delavrinningsområde (748311-165739) som SMHI kallar för Utloppet av Tjakeljaure. Medelhöjden är 562 meter över havet och ytan är 18,51 kvadratkilometer. Det finns inga avrinningsområden uppströms utan avrinningsområdet är högsta punkten. Tjakeljåkkå som avvattnar avrinningsområdet har biflödesordning 4, vilket innebär att vattnet flödar genom totalt 4 vattendrag innan det når havet efter 309 kilometer. Avrinningsområdet består mestadels av skog (79 procent). Avrinningsområdet har 0,97 kvadratkilometer vattenytor vilket ger det en sjöprocent på 5,2 procent.